# División Intermedia 2025
El campeonato de la División Intermedia 2025, es la 107.ª edición del campeonato de Segunda División y la 28.ª edición de la División Intermedia, desde la creación de la misma en 1997. Es organizado por la Asociación Paraguaya de Fútbol contando con la participación de 16 clubes.
Los equipos nuevos en la categoría son los ascendidos de 2024, Deportivo Capiatá de Capiatá, campeón de la Primera División B; River Plate de Asunción, subcampeón de la Primera División B y Guaraní de Fram el campeón de la Primera División B Nacional. Así también los clubes Sol de América de Villa Elisa y Tacuary de Asunción, descendidos de la Primera División de 2024.
El campeonato inició el 28 de marzo mientras que la fecha de finalización será el 8 de octubre.

## Ascensos y descensos
| Pos | Ascendidos a Primera División |
| --- | ----------------------------- |
| 1.º | Deportivo Recoleta            |
| 2.º | Atlético Tembetary            |

| Pos  | Descendido a Primera División B Nacional |
| ---- | ---------------------------------------- |
| 15.º | 3 de Febrero                             |

| Po   | Descendidos a Primera División B Metropolitana |
| ---- | ---------------------------------------------- |
| 14.º | Martín Ledesma                                 |
| 16.º | Atlético Colegiales                            |

| Pos  | Descendidos de la Primera División |
| ---- | ---------------------------------- |
| 11.º | Sol de América                     |
| 12.º | Tacuary                            |

| Pos | Ascendido de la Primera División B Nacional |
| --- | ------------------------------------------- |
| 1.º | Guaraní (Fram)                              |

| Pos | Ascendido de la Primera División B Metropolitana |
| --- | ------------------------------------------------ |
| 1.º | Deportivo Capiatá                                |
| 2.º | River Plate                                      |

## Producto de la clasificación
- El torneo consagrará al campeón número 28 en la historia de la División Intermedia (desde su creación en 1997) y al 106.º ganador de la Segunda División.

- Los dos primeros de esta temporada ascenderán a la Primera División.

- Los clubes que finalicen en las tres últimas posiciones en la tabla de promedios descenderán, los clubes de ciudades que se encuentren como máximo a 50 km de Asunción lo harán a la Primera División B mientras que los clubes del interior del país, a la Primera División B Nacional.

## Sistema de competición
Como en temporadas anteriores, el modo de disputa es el mismo bajo el sistema de todos contra todos con partidos de ida y vuelta, unos como local y otros como visitante en dos rondas de quince jornadas cada una. Es campeón el equipo que acumula la mayor cantidad de puntos al término de las 30 fechas.
En caso de igualdad de puntos entre dos contendientes se define el título en un partido extra. De existir más de dos en disputa se toman en cuenta los siguientes parámetros:
1. saldo de goles.
2. mayor cantidad de goles marcados.
3. mayor cantidad de goles marcados en condición de visitante.
4. sorteo.

Para determinar el descenso, los tres últimos equipos en la tabla de promedios descenderán a la Primera B o Primera B Nacional.

## Equipos participantes

### Localización
La mayoría de los clubes (6) se concentra en la capital del país. En tanto que tres se encuentran a corta distancia en el departamento Central. Dos pertenecen al departamento de Itapúa, uno al de Caaguazú, uno al de Paraguarí, uno al de San Pedro, uno al de Guairá,  y el último al de Presidente Hayes.
| Distrito capital/Departamento    | Cantidad | Equipos                                                                           |
| -------------------------------- | -------- | --------------------------------------------------------------------------------- |
| Asunción                         | 6        | Fernando de la Mora, Resistencia, Rubio Ñu, Tacuary, River Plate e Independiente. |
| Departamento Central             | 3        | Deportivo (Capiatá), Sol de América (Villa Elisa) y San Lorenzo.                  |
| Departamento de Itapúa           | 2        | Encarnación FC, Guaraní (Fram).                                                   |
| Departamento de Paraguarí        | 1        | Sportivo Carapeguá.                                                               |
| Departamento de Caaguazú         | 1        | Pastoreo FC (Juan Manuel Frutos).                                                 |
| Departamento de San Pedro        | 1        | Deportivo Santaní (San Estanislao).                                               |
| Departamento de Guairá           | 1        | Guaireña FC (Villarrica).                                                         |
| Departamento de Presidente Hayes | 1        | 12 de Junio (Villa Hayes).                                                        |

### Información de equipos
Listado de los equipos que disputarán este torneo. El número de equipos participantes para esta temporada es de 16.
| Equipo               | Ciudad             | Estadio                    | Capacidad | Fundación                |
| 12 de Junio          | Villa Hayes        | Facundo de León Fossati    | 5.000     | 12 de junio de 1936      |
| Sol de América       | Villa Elisa        | Luis Alfonso Giagni        | 11.000    | 22 de marzo de 1909      |
| Deportivo Capiatá    | Capiatá            | Lic. Erico Galeano Segovia | 15.000    | 4 de septiembre de 2008  |
| River Plate          | Asunción           | Jardines del Kelito        | 6.500     | 15 de enero de 1911      |
| Deportivo Santaní    | San Estanislao     | Juan José Vázquez          | 10.000    | 27 de febrero de 2009    |
| Fernando de la Mora  | Asunción           | Emiliano Ghezzi            | 6.000     | 25 de diciembre de 1925  |
| Sportivo Carapeguá   | Carapeguá          | Municipal de Carapeguá     | 10.000    | 3 de septiembre de 2010  |
| Resistencia          | Asunción           | Tomás Beggan Correa        | 3.500     | 27 de diciembre de 1917  |
| Independiente F.B.C. | Asunción           | Ricardo Gregor             | 4.000     | 20 de septiembre de 1925 |
| Rubio Ñu             | Asunción           | La Arboleda                | 8.000     | 24 de agosto de 1913     |
| Guaireña FC          | Villarrica         | Parque del Guairá          | 15.000    | 28 de marzo de 2016      |
| Pastoreo FC          | Juan Manuel Frutos | Bosque Grande              | 5.000     | 14 de junio de 2020      |
| Tacuary              | Asunción           | Toribio Vargas             | 3.000     | 10 de diciembre de 1923  |
| Sportivo San Lorenzo | San Lorenzo        | Gunther Vogel              | 5.000     | 17 de abril de 1930      |
| Encarnación FC       | Encarnación        | Villa Alegre               | 16.000    | 28 de febrero de 2023    |
| Guaraní (Fram)       | Fram               | Municipal de Fram          | 500       | 27 de noviembre de 1949  |
| -------------------- | ------------------ | -------------------------- | --------- | ------------------------ |

## Clasificación
| Pos. | Equipo              | Pts. | PJ | G  | E  | P  | GF | GC | Dif. | Clasificación 2025                       |
| ---- | ------------------- | ---- | -- | -- | -- | -- | -- | -- | ---- | ---------------------------------------- |
| 1    | Rubio Ñu            | 44   | 23 | 12 | 8  | 3  | 35 | 17 | +18  | Ascienden a Primera División de Paraguay |
| 2    | 12 de Junio         | 42   | 23 | 11 | 9  | 3  | 31 | 19 | +12  | Ascienden a Primera División de Paraguay |
| 3    | Deportivo Capiatá   | 40   | 23 | 11 | 7  | 5  | 28 | 14 | +14  |                                          |
| 4    | San Lorenzo         | 35   | 22 | 10 | 5  | 7  | 30 | 19 | +11  |                                          |
| 5    | Tacuary             | 33   | 23 | 9  | 6  | 8  | 22 | 26 | −4   |                                          |
| 6    | River Plate         | 32   | 23 | 7  | 11 | 5  | 28 | 26 | +2   |                                          |
| 7    | Resistencia         | 31   | 22 | 7  | 10 | 5  | 36 | 34 | +2   |                                          |
| 8    | Pastoreo            | 29   | 23 | 7  | 8  | 8  | 24 | 27 | −3   |                                          |
| 9    | Encarnación         | 29   | 23 | 7  | 8  | 8  | 25 | 29 | −4   |                                          |
| 10   | Guaireña            | 28   | 22 | 8  | 4  | 10 | 29 | 28 | +1   |                                          |
| 11   | Sportivo Carapeguá  | 28   | 22 | 6  | 10 | 6  | 30 | 32 | −2   |                                          |
| 12   | Deportivo Santaní   | 25   | 23 | 6  | 7  | 10 | 23 | 29 | −6   |                                          |
| 13   | Sol de América      | 24   | 23 | 5  | 9  | 9  | 21 | 30 | −9   |                                          |
| 14   | Independiente CG    | 23   | 23 | 6  | 5  | 12 | 25 | 33 | −8   |                                          |
| 15   | Guaraní (Fram)      | 20   | 23 | 3  | 11 | 9  | 29 | 36 | −7   |                                          |
| 16   | Fernando de la Mora | 20   | 23 | 4  | 8  | 11 | 18 | 33 | −15  |                                          |

Actualizado a los partidos jugados el 20 de agosto de 2025.
 Fuente: APF

## Fixture
- Los horarios son correspondientes a PYT (UTC-3).

### Primera vuelta
| Fecha 1            | Fecha 1   | Fecha 1             | Fecha 1                | Fecha 1     | Fecha 1 |
| Local              | Resultado | Visitante           | Estadio                | Día         | Hora    |
| ------------------ | --------- | ------------------- | ---------------------- | ----------- | ------- |
| Independiente      | 1 – 0     | Encarnación         | Arsenio Erico          | 28 de marzo | 18:00   |
| San Lorenzo        | 1 – 0     | Pastoreo            | Gunther Vogel          | 28 de marzo | 20:30   |
| Guaireña           | 0 – 1     | Deportivo Capiatá   | Parque del Guairá      | 29 de marzo | 10:00   |
| Tacuary            | 1 – 0     | River Plate         | Martín Torres          | 29 de marzo | 10:00   |
| Resistencia        | 1 – 1     | Guaraní (Fram)      | Tomás Beggan Correa    | 30 de marzo | 10:00   |
| Sportivo Carapeguá | 1 – 0     | 12 de Junio         | Municipal de Carapeguá | 30 de marzo | 10:00   |
| Deportivo Santaní  | 0 – 0     | Rubio Ñu            | Juan José Vázquez      | 31 de marzo | 18:00   |
| Sol de América     | 0 – 0     | Fernando de la Mora | Luis Alfonso Giagni    | 31 de marzo | 20:30   |

| Fecha 2             | Fecha 2   | Fecha 2            | Fecha 2                 | Fecha 2    | Fecha 2 |
| Local               | Resultado | Visitante          | Estadio                 | Día        | Hora    |
| ------------------- | --------- | ------------------ | ----------------------- | ---------- | ------- |
| 12 de Junio         | 2 – 0     | Guaireña           | Facundo de León Fossati | 4 de abril | 18:00   |
| Encarnación         | 0 – 0     | Sportivo Carapeguá | Villa Alegre            | 4 de abril | 20:30   |
| Deportivo Capiatá   | 1 – 0     | Resistencia        | Enrique Soler           | 5 de abril | 10:00   |
| Fernando de la Mora | 2 – 1     | Independiente      | Emiliano Ghezzi         | 5 de abril | 10:00   |
| River Plate         | 0 – 0     | Deportivo Santaní  | Jardines del Kelito     | 6 de abril | 10:00   |
| Rubio Ñu            | 1 – 0     | Pastoreo           | La Arboleda             | 6 de abril | 10:00   |
| Sol de América      | 1 – 1     | San Lorenzo        | Luis Alfonso Giagni     | 7 de abril | 18:00   |
| Guaraní (Fram)      | 1 – 1     | Tacuary            | Villa Alegre            | 7 de abril | 20:30   |

| Fecha 3            | Fecha 3   | Fecha 3             | Fecha 3                   | Fecha 3     | Fecha 3 |
| Local              | Resultado | Visitante           | Estadio                   | Día         | Hora    |
| ------------------ | --------- | ------------------- | ------------------------- | ----------- | ------- |
| Resistencia        | 1 – 1     | 12 de Junio         | Tomás Beggan Correa       | 11 de abril | 18:00   |
| Guaireña           | 3 – 1     | Encarnación         | Parque del Guairá         | 11 de abril | 20:30   |
| Independiente      | 2 – 0     | Sol de América      | La Arboleda               | 12 de abril | 10:00   |
| Pastoreo           | 2 – 0     | River Plate         | Antonio Aranda            | 12 de abril | 10:00   |
| Deportivo Santaní  | 1 – 1     | Guaraní (Fram)      | Juan José Vázquez         | 13 de abril | 10:00   |
| Tacuary            | 0 – 4     | Deportivo Capiatá   | La Fortaleza del Pikysyry | 13 de abril | 10:00   |
| Sportivo Carapeguá | 0 – 0     | Fernando de la Mora | Municipal de Carapeguá    | 14 de abril | 18:00   |
| San Lorenzo        | 0 – 1     | Rubio Ñu            | Gunther Vogel             | 14 de abril | 20:30   |

| Fecha 4             | Fecha 4   | Fecha 4            | Fecha 4                 | Fecha 4     | Fecha 4 |
| Local               | Resultado | Visitante          | Estadio                 | Día         | Hora    |
| ------------------- | --------- | ------------------ | ----------------------- | ----------- | ------- |
| 12 de Junio         | 1 – 3     | Tacuary            | Facundo de León Fossati | 19 de abril | 10:00   |
| Deportivo Capiatá   | 1 – 2     | Deportivo Santaní  | Enrique Soler           | 19 de abril | 10:00   |
| Fernando de la Mora | 0 – 1     | Guaireña           | Emiliano Ghezzi         | 20 de abril | 10:00   |
| Independiente       | 1 – 1     | San Lorenzo        | La Arboleda             | 20 de abril | 10:00   |
| Sol de América      | 2 – 1     | Sportivo Carapeguá | Luis Alfonso Giagni     | 21 de abril | 18:00   |
| Guaraní (Fram)      | 3 – 3     | Pastoreo           | Villa Alegre            | 21 de abril | 20:30   |
| River Plate         | 1 – 1     | Rubio Ñu           | Jardines del Kelito     | 22 de abril | 18:00   |
| Encarnación         | 1 – 1     | Resistencia        | Villa Alegre            | 22 de abril | 20:30   |

| Fecha 5            | Fecha 5   | Fecha 5             | Fecha 5                | Fecha 5     | Fecha 5 |
| Local              | Resultado | Visitante           | Estadio                | Día         | Hora    |
| ------------------ | --------- | ------------------- | ---------------------- | ----------- | ------- |
| Deportivo Santaní  | 0 – 1     | 12 de Junio         | Juan José Vázquez      | 25 de abril | 18:00   |
| Guaireña           | 2 – 0     | Sol de América      | Parque del Guairá      | 25 de abril | 20:30   |
| San Lorenzo        | 3 – 0     | River Plate         | Gunther Vogel          | 26 de abril | 10:00   |
| Pastoreo           | 1 – 0     | Deportivo Capiatá   | Antonio Aranda         | 26 de abril | 10:00   |
| Tacuary            | 1 – 0     | Encarnación         | Martín Torres          | 27 de abril | 10:00   |
| Rubio Ñu           | 1 – 1     | Guaraní (Fram)      | La Arboleda            | 27 de abril | 10:00   |
| Resistencia        | 1 – 0     | Fernando de la Mora | Tomás Beggan Correa    | 28 de abril | 18:00   |
| Sportivo Carapeguá | 1 – 1     | Independiente       | Municipal de Carapeguá | 28 de abril | 20:30   |

| Fecha 6             | Fecha 6   | Fecha 6           | Fecha 6                 | Fecha 6   | Fecha 6 |
| Local               | Resultado | Visitante         | Estadio                 | Día       | Hora    |
| ------------------- | --------- | ----------------- | ----------------------- | --------- | ------- |
| Guaraní (Fram)      | 2 – 2     | River Plate       | Villa Alegre            | 2 de mayo | 18:00   |
| 12 de Junio         | 1 – 1     | Pastoreo          | Facundo de León Fossati | 2 de mayo | 20:30   |
| Independiente       | 0 – 0     | Guaireña          | Ricardo Gregor          | 3 de mayo | 10:00   |
| Sportivo Carapeguá  | 2 – 0     | San Lorenzo       | Municipal de Carapeguá  | 3 de mayo | 10:00   |
| Deportivo Capiatá   | 0 – 0     | Rubio Ñu          | Enrique Soler           | 4 de mayo | 10:00   |
| Fernando de la Mora | 2 – 1     | Tacuary           | Emiliano Ghezzi         | 4 de mayo | 10:00   |
| Sol de América      | 1 – 1     | Resistencia       | Luis Alfonso Giagni     | 5 de mayo | 18:00   |
| Encarnación         | 1 – 0     | Deportivo Santaní | Villa Alegre            | 5 de mayo | 20:30   |

| Fecha 7           | Fecha 7   | Fecha 7             | Fecha 7             | Fecha 7    | Fecha 7 |
| Local             | Resultado | Visitante           | Estadio             | Día        | Hora    |
| ----------------- | --------- | ------------------- | ------------------- | ---------- | ------- |
| San Lorenzo       | 2 - 1     | Guaraní (Fram)      | Gunther Vogel       | 8 de mayo  | 17:00   |
| Guaireña          | 1 - 1     | Sportivo Carapeguá  | Parque del Guairá   | 8 de mayo  | 19:30   |
| Rubio Ñu          | 2 – 2     | 12 de Junio         | La Arboleda         | 9 de mayo  | 17:00   |
| River Plate       | 1 – 1     | Deportivo Capiatá   | Jardines del Kelito | 9 de mayo  | 19:30   |
| Tacuary           | 1 – 1     | Sol de América      | Gunther Vogel       | 10 de mayo | 10:00   |
| Resistencia       | 3 – 1     | Independiente       | Tomás Beggan Correa | 10 de mayo | 10:00   |
| Pastoreo          | 1 – 1     | Encarnación         | Antonio Aranda      | 11 de mayo | 10:00   |
| Deportivo Santaní | 2 – 0     | Fernando de la Mora | Juan José Vázquez   | 11 de mayo | 10:00   |

| Fecha 8             | Fecha 8   | Fecha 8           | Fecha 8                 | Fecha 8    | Fecha 8 |
| Local               | Resultado | Visitante         | Estadio                 | Día        | Hora    |
| ------------------- | --------- | ----------------- | ----------------------- | ---------- | ------- |
| Guaireña            | 0 – 2     | San Lorenzo       | Parque del Guairá       | 13 de mayo | 10:00   |
| 12 de Junio         | 2 – 2     | River Plate       | Facundo de León Fossati | 13 de mayo | 10:00   |
| Deportivo Capiatá   | 3 – 2     | Guaraní (Fram)    | Enrique Soler           | 14 de mayo | 10:00   |
| Independiente       | 0 – 1     | Tacuary           | Ricardo Gregor          | 14 de mayo | 10:00   |
| Encarnación         | 1 – 0     | Rubio Ñu          | Villa Alegre            | 15 de mayo | 10:00   |
| Sportivo Carapeguá  | 2 - 1     | Resistencia       | Municipal de Carapeguá  | 15 de mayo | 10:00   |
| Fernando de la Mora | 1 – 1     | Pastoreo          | Emiliano Ghezzi         | 16 de mayo | 10:00   |
| Sol de América      | 2 – 1     | Deportivo Santaní | Luis Alfonso Giagni     | 16 de mayo | 10:00   |

| Fecha 9           | Fecha 9   | Fecha 9             | Fecha 9             | Fecha 9    | Fecha 9 |
| Local             | Resultado | Visitante           | Estadio             | Día        | Hora    |
| ----------------- | --------- | ------------------- | ------------------- | ---------- | ------- |
| San Lorenzo       | 0 - 2     | Deportivo Capiatá   | Gunther Vogel       | 18 de mayo | 10:00   |
| Guaraní (Fram)    | 0 - 3     | 12 de Junio         | Villa Alegre        | 18 de mayo | 10:00   |
| Resistencia       | 1 – 0     | Guaireña            | Tomás Beggan Correa | 19 de mayo | 17:00   |
| River Plate       | 4 – 1     | Encarnación         | Jardines del Kelito | 19 de mayo | 19:30   |
| Deportivo Santaní | 2 – 1     | Independiente       | Juan José Vázquez   | 20 de mayo | 17:00   |
| Rubio Ñu          | 1 – 0     | Fernando de la Mora | La Arboleda         | 20 de mayo | 19:30   |
| Tacuary           | 2 - 1     | Sportivo Carapeguá  | Ricardo Gregor      | 21 de mayo | 15:00   |
| Pastoreo          | 0 – 1     | Sol de América      | Antonio Aranda      | 21 de mayo | 15:00   |

| Fecha 10            | Fecha 10  | Fecha 10          | Fecha 10                | Fecha 10   | Fecha 10 |
| Local               | Resultado | Visitante         | Estadio                 | Día        | Hora     |
| ------------------- | --------- | ----------------- | ----------------------- | ---------- | -------- |
| 12 de Junio         | 1 – 0     | Deportivo Capiatá | Facundo de León Fossati | 23 de mayo | 16:30    |
| Encarnación         | 1 – 1     | Guaraní (Fram)    | Villa Alegre            | 23 de mayo | 19:00    |
| Resistencia         | 2 – 1     | San Lorenzo       | Tomás Beggan Correa     | 24 de mayo | 10:00    |
| Fernando de la Mora | 1 – 2     | River Plate       | Emiliano Ghezzi         | 24 de mayo | 10:00    |
| Sol de América      | 0 – 0     | Rubio Ñu          | Luis Alfonso Giagni     | 25 de mayo | 10:00    |
| Sportivo Carapeguá  | 4 – 0     | Deportivo Santaní | Municipal de Carapeguá  | 25 de mayo | 10:00    |
| Independiente       | 2 - 0     | Pastoreo          | Ricardo Gregor          | 26 de mayo | 16:30    |
| Guaireña            | 1 - 0     | Tacuary           | Parque del Guairá       | 26 de mayo | 19:00    |

| Fecha 11          | Fecha 11  | Fecha 11            | Fecha 11            | Fecha 11   | Fecha 11 |
| Local             | Resultado | Visitante           | Estadio             | Día        | Hora     |
| ----------------- | --------- | ------------------- | ------------------- | ---------- | -------- |
| San Lorenzo       | 1 – 2     | 12 de Junio         | Gunther Vogel       | 30 de mayo | 16:30    |
| Guaraní (Fram)    | 1 – 1     | Fernando de la Mora | Villa Alegre        | 30 de mayo | 19:00    |
| River Plate       | 4 - 0     | Sol de América      | Jardines del Kelito | 31 de mayo | 10:00    |
| Deportivo Capiatá | 2 - 1     | Encarnación         | Enrique Soler       | 31 de mayo | 10:00    |
| Tacuary           | 2 - 1     | Resistencia         | Enrique Soler       | 1 de junio | 10:00    |
| Pastoreo          | 3 - 1     | Sportivo Carapeguá  | Antonio Aranda      | 1 de junio | 10:00    |
| Rubio Ñu          | 3 - 0     | Independiente       | La Arboleda         | 2 de junio | 16:30    |
| Deportivo Santaní | 0 - 2     | Guaireña            | Juan José Vázquez   | 2 de junio | 19:00    |

| Fecha 12            | Fecha 12  | Fecha 12          | Fecha 12               | Fecha 12   | Fecha 12 |
| Local               | Resultado | Visitante         | Estadio                | Día        | Hora     |
| ------------------- | --------- | ----------------- | ---------------------- | ---------- | -------- |
| Independiente       | 1 – 1     | River Plate       | Ricardo Gregor         | 6 de junio | 17:00    |
| Guaireña            | 1 – 1     | Pastoreo          | Parque del Guairá      | 6 de junio | 19:15    |
| Tacuary             | 1 – 1     | San Lorenzo       | Ricardo Gregor         | 7 de junio | 15:00    |
| Sportivo Carapeguá  | 1 – 1     | Rubio Ñu          | Municipal de Carapeguá | 7 de junio | 18:30    |
| Sol de América      | 0 - 0     | Guaraní (Fram)    | Luis Alfonso Giagni    | 8 de junio | 15:00    |
| Encarnación         | 0 - 3     | 12 de Junio       | Villa Alegre           | 8 de junio | 18:30    |
| Resistencia         | 3 - 3     | Deportivo Santaní | Tomás Beggan Correa    | 9 de junio | 17:00    |
| Fernando de la Mora | 0 - 0     | Deportivo Capiatá | Emiliano Ghezzi        | 9 de junio | 19:15    |

| Fecha 13          | Fecha 13  | Fecha 13            | Fecha 13                | Fecha 13    | Fecha 13 |
| Local             | Resultado | Visitante           | Estadio                 | Día         | Hora     |
| ----------------- | --------- | ------------------- | ----------------------- | ----------- | -------- |
| Deportivo Santaní | 0 - 1     | Tacuary             | La Catedral             | 13 de junio | 17:00    |
| 12 de Junio       | 2 - 1     | Fernando de la Mora | Facundo de León Fossati | 13 de junio | 19:15    |
| Deportivo Capiatá | 2 - 0     | Sol de América      | Enrique Soler           | 14 de junio | 15:00    |
| San Lorenzo       | 1 – 2     | Encarnación         | Gunther Vogel           | 14 de junio | 18:30    |
| Pastoreo          | 3 – 1     | Resistencia         | Antonio Aranda          | 15 de junio | 15:00    |
| Rubio Ñu          | 2 – 1     | Guaireña            | La Arboleda             | 15 de junio | 18:30    |
| River Plate       | 0 - 2     | Sportivo Carapeguá  | Jardines del Kelito     | 16 de junio | 17:00    |
| Guaraní (Fram)    | 0 - 1     | Independiente       | Parque del Guairá       | 16 de junio | 19:15    |

| Fecha 14            | Fecha 14  | Fecha 14          | Fecha 14               | Fecha 14    | Fecha 14 |
| Local               | Resultado | Visitante         | Estadio                | Día         | Hora     |
| ------------------- | --------- | ----------------- | ---------------------- | ----------- | -------- |
| Resistencia         | 3 – 4     | Rubio Ñu          | Tomás Beggan Correa    | 20 de junio | 17:00    |
| Sol de América      | 0 – 1     | 12 de Junio       | Luis Alfonso Giagni    | 20 de junio | 19:15    |
| Deportivo Santaní   | 0 – 1     | San Lorenzo       | La Catedral            | 21 de junio | 15:00    |
| Fernando de la Mora | 1 – 1     | Encarnación       | Emiliano Ghezzi        | 21 de junio | 18:30    |
| Tacuary             | 0 - 0     | Pastoreo          | Jardines del Kelito    | 22 de junio | 15:00    |
| Guaireña            | 0 - 1     | River Plate       | Parque del Guairá      | 22 de junio | 18:30    |
| Sportivo Carapeguá  | 1 – 1     | Guaraní (Fram)    | Municipal de Carapeguá | 23 de junio | 15:00    |
| Independiente       | 1 – 2     | Deportivo Capiatá | Ricardo Gregor         | 23 de junio | 17:15    |

| Fecha 15          | Fecha 15  | Fecha 15            | Fecha 15                | Fecha 15    | Fecha 15 |
| Local             | Resultado | Visitante           | Estadio                 | Día         | Hora     |
| ----------------- | --------- | ------------------- | ----------------------- | ----------- | -------- |
| Pastoreo          | 2 - 1     | Deportivo Santaní   | Parque del Guairá       | 27 de junio | 15:00    |
| River Plate       | 3 - 3     | Resistencia         | Jardines del Kelito     | 27 de junio | 17:30    |
| Encarnación       | 0 - 0     | Sol de América      | Carlos Memmel           | 28 de junio | 15:00    |
| 12 de Junio       | 1 - 0     | Independiente       | Facundo de León Fossati | 28 de junio | 17:30    |
| San Lorenzo       | 1 – 0     | Fernando de la Mora | Jardines del Kelito     | 29 de junio | 15:00    |
| Rubio Ñu          | 4 – 0     | Tacuary             | La Arboleda             | 29 de junio | 17:30    |
| Deportivo Capiatá | 1 - 1     | Sportivo Carapeguá  | Jardines del Kelito     | 30 de junio | 15:15    |
| Guaraní (Fram)    | 3 - 2     | Guaireña            | Bosque Grande           | 2 de julio  | 10:00    |

### Segunda vuelta
| Fecha 16            | Fecha 16  | Fecha 16           | Fecha 16                | Fecha 16   | Fecha 16 |
| Local               | Resultado | Visitante          | Estadio                 | Día        | Hora     |
| ------------------- | --------- | ------------------ | ----------------------- | ---------- | -------- |
| Encarnación         | 3 - 0     | Independiente      | Villa Alegre            | 4 de julio | 15:00    |
| 12 de Junio         | 0 – 0     | Sportivo Carapeguá | Facundo de León Fossati | 4 de julio | 17:30    |
| Guaraní (Fram)      | 1 - 2     | Resistencia        | Villa Alegre            | 5 de julio | 10:00    |
| Fernando de la Mora | 2 - 2     | Sol de América     | Ricardo Gregor          | 5 de julio | 10:00    |
| Deportivo Capiatá   | 1 - 0     | Guaireña           | Ricardo Gregor          | 6 de julio | 10:00    |
| Pastoreo            | 0 - 2     | San Lorenzo        | Parque del Guairá       | 6 de julio | 15:00    |
| River Plate         | 1 – 0     | Tacuary            | Jardines del Kelito     | 7 de julio | 15:00    |
| Rubio Ñu            | 1 - 0     | Deportivo Santaní  | La Arboleda             | 7 de julio | 17:30    |

| Fecha 17           | Fecha 17  | Fecha 17            | Fecha 17               | Fecha 17    | Fecha 17 |
| Local              | Resultado | Visitante           | Estadio                | Día         | Hora     |
| ------------------ | --------- | ------------------- | ---------------------- | ----------- | -------- |
| Resistencia        | 1 – 1     | Deportivo Capiatá   | Tomás Beggan Correa    | 11 de julio | 16:00    |
| Independiente      | 3 – 0     | Fernando de la Mora | Ricardo Gregor         | 11 de julio | 18:30    |
| Tacuary            | 3 – 1     | Guaraní (Fram)      | Enrique Soler          | 12 de julio | 10:00    |
| Deportivo Santaní  | 3 – 1     | River Plate         | Juan José Vázquez      | 12 de julio | 10:00    |
| Pastoreo           | 1 – 4     | Rubio Ñu            | Ka'arendy              | 13 de julio | 10:00    |
| Sportivo Carapeguá | 2 – 1     | Encarnación         | Municipal de Carapeguá | 13 de julio | 10:00    |
| San Lorenzo        | 0 – 0     | Sol de América      | Enrique Soler          | 14 de julio | 15:30    |
| Guaireña           | 0 – 1     | 12 de Junio         | Parque del Guairá      | 14 de julio | 18:00    |

| Fecha 18            | Fecha 18  | Fecha 18           | Fecha 18                | Fecha 18    | Fecha 18 |
| Local               | Resultado | Visitante          | Estadio                 | Día         | Hora     |
| ------------------- | --------- | ------------------ | ----------------------- | ----------- | -------- |
| Guaraní (Fram)      | 4 - 1     | Deportivo Santaní  | Villa Alegre            | 18 de julio | 16:00    |
| Fernando de la Mora | 3 - 2     | Sportivo Carapeguá | Emiliano Ghezzi         | 18 de julio | 18:30    |
| Sol de América      | 0 - 2     | Independiente      | Luis Alfonso Giagni     | 19 de julio | 10:00    |
| 12 de Junio         | 2 - 2     | Resistencia        | Facundo de León Fossati | 19 de julio | 15:00    |
| Deportivo Capiatá   | 0 – 0     | Tacuary            | Enrique Soler           | 20 de julio | 10:00    |
| Rubio Ñu            | 2 – 1     | San Lorenzo        | La Arboleda             | 20 de julio | 15:00    |
| River Plate         | 0 - 0     | Pastoreo           | Enrique Soler           | 21 de julio | 15:00    |
| Encarnación         | 3 - 0     | Guaireña           | Villa Alegre            | 21 de julio | 18:30    |

| Fecha 19           | Fecha 19  | Fecha 19            | Fecha 19                                     | Fecha 19    | Fecha 19 |
| Local              | Resultado | Visitante           | Estadio                                      | Día         | Hora     |
| ------------------ | --------- | ------------------- | -------------------------------------------- | ----------- | -------- |
| Guaireña           | 5 – 2     | Fernando de la Mora | Parque del Guairá                            | 25 de julio | 16:00    |
| Rubio Ñu           | 1 – 1     | River Plate         | La Arboleda                                  | 25 de julio | 18:30    |
| Deportivo Santaní  | 1 – 1     | Deportivo Capiatá   | Juan José Vázquez                            | 26 de julio | 10:00    |
| Resistencia        | 2 – 2     | Encarnación         | Tomás Beggan Correa                          | 26 de julio | 10:00    |
| Pastoreo           | 2 – 1     | Guaraní (Fram)      | Club Sol de América (Dr. Juan Manuel Frutos) | 27 de julio | 10:00    |
| Tacuary            | 1 – 1     | 12 de Junio         | Enrique Soler                                | 27 de julio | 10:00    |
| Sportivo Carapeguá | 1 – 5     | Sol de América      | Municipal de Carapeguá                       | 28 de julio | 16:00    |
| San Lorenzo        | 3 – 1     | Independiente       | Gunther Vogel                                | 28 de julio | 18:30    |

| Fecha 20            | Fecha 20  | Fecha 20           | Fecha 20                | Fecha 20    | Fecha 20 |
| Local               | Resultado | Visitante          | Estadio                 | Día         | Hora     |
| ------------------- | --------- | ------------------ | ----------------------- | ----------- | -------- |
| Guaraní (Fram)      | 2 – 1     | Rubio Ñu           | Villa Alegre            | 1 de agosto | 16:00    |
| 12 de Junio         | 0 – 0     | Deportivo Santaní  | Facundo de León Fossati | 1 de agosto | 18:30    |
| Sol de América      | 1 – 3     | Guaireña           | Luis Alfonso Giagni     | 2 de agosto | 10:00    |
| Deportivo Capiatá   | 3 – 0     | Pastoreo           | Enrique Soler           | 2 de agosto | 10:00    |
| Independiente       | 3 - 3     | Sportivo Carapeguá | Ricardo Gregor          | 3 de agosto | 10:00    |
| Encarnación         | 3 - 1     | Tacuary            | Villa Alegre            | 3 de agosto | 10:00    |
| River Plate         | 1 - 1     | San Lorenzo        | Jardines del Kelito     | 4 de agosto | 16:00    |
| Fernando de la Mora | 1 – 1     | Resistencia        | Emiliano Ghezzi         | 4 de agosto | 18:30    |

| Fecha 21          | Fecha 21  | Fecha 21            | Fecha 21                                     | Fecha 21     | Fecha 21 |
| Local             | Resultado | Visitante           | Estadio                                      | Día          | Hora     |
| ----------------- | --------- | ------------------- | -------------------------------------------- | ------------ | -------- |
| Deportivo Santaní | 1 – 1     | Encarnación         | Juan José Vázquez                            | 8 de agosto  | 15:00    |
| Rubio Ñu          | 1 – 0     | Deportivo Capiatá   | La Arboleda                                  | 8 de agosto  | 18:30    |
| River Plate       | 0 - 0     | Guaraní (Fram)      | Jardines del Kelito                          | 9 de agosto  | 10:00    |
| Guaireña          | 4 - 2     | Independiente       | Parque del Guairá                            | 9 de agosto  | 10:00    |
| Pastoreo          | 1 - 1     | 12 de Junio         | Club Sol de América (Dr. Juan Manuel Frutos) | 10 de agosto | 10:00    |
| Tacuary           | 0 - 1     | Fernando de la Mora | Enrique Soler                                | 10 de agosto | 10:00    |
| Resistencia       | 3 – 2     | Sol de América      | Tomás Beggan Correa                          | 11 de agosto | 16:00    |
| San Lorenzo       | 4 – 0     | Sportivo Carapeguá  | Gunther Vogel                                | 11 de agosto | 18:30    |

| Fecha 22            | Fecha 22  | Fecha 22          | Fecha 22                | Fecha 22     | Fecha 22 |
| Local               | Resultado | Visitante         | Estadio                 | Día          | Hora     |
| ------------------- | --------- | ----------------- | ----------------------- | ------------ | -------- |
| Encarnación         | 1 – 0     | Pastoreo          | Villa Alegre            | 14 de agosto | 16:00    |
| Sol de América      | 2 – 1     | Tacuary           | Luis Alfonso Giagni     | 14 de agosto | 18:30    |
| Fernando de la Mora | 0 - 3     | Deportivo Santaní | Emiliano Ghezzi         | 15 de agosto | 16:00    |
| 12 de Junio         | 2 - 0     | Rubio Ñu          | Facundo de León Fossati | 15 de agosto | 18:30    |
| Guaraní (Fram)      | 1 - 2     | San Lorenzo       | Villa Alegre            | 16 de agosto | 10:00    |
| Deportivo Capiatá   | 0 - 1     | River Plate       | Erico Galeano           | 16 de agosto | 10:00    |
| Independiente       | 1 - 2     | Resistencia       | Ricardo Gregor          | 17 de agosto | 10:00    |
| Sportivo Carapeguá  | 3 - 3     | Guaireña          | Municipal de Carapeguá  | 17 de agosto | 10:00    |

| Fecha 23          | Fecha 23  | Fecha 23            | Fecha 23                                     | Fecha 23     | Fecha 23 |
| Local             | Resultado | Visitante           | Estadio                                      | Día          | Hora     |
| ----------------- | --------- | ------------------- | -------------------------------------------- | ------------ | -------- |
| Pastoreo          | 2 – 0     | Fernando de la Mora | Club Sol de América (Dr. Juan Manuel Frutos) | 18 de agosto | 15:00    |
| Rubio Ñu          | 4 – 0     | Encarnación         | La Arboleda                                  | 18 de agosto | 17:30    |
| River Plate       | 2 – 1     | 12 de Junio         | Jardines del Kelito                          | 19 de agosto | 10:00    |
| Deportivo Santaní | 2 – 1     | Sol de América      | Juan José Vázquez                            | 19 de agosto | 10:00    |
| Guaraní (Fram)    | 0 – 2     | Deportivo Capiatá   | Villa Alegre                                 | 20 de agosto | 10:00    |
| Tacuary           | 1 – 0     | Independiente       | Enrique Soler                                | 20 de agosto | 10:00    |
| Resistencia       | –         | Sportivo Carapeguá  | Tomás Beggan Correa                          | 21 de agosto | 10:00    |
| San Lorenzo       | –         | Guaireña            | Gunther Vogel                                | 21 de agosto | 10:00    |

| Fecha 24            | Fecha 24  | Fecha 24          | Fecha 24                | Fecha 24     | Fecha 24 |
| Local               | Resultado | Visitante         | Estadio                 | Día          | Hora     |
| ------------------- | --------- | ----------------- | ----------------------- | ------------ | -------- |
| Encarnación         | –         | River Plate       | Villa Alegre            | 22 de agosto | 16:00    |
| Sol de América      | –         | Pastoreo          | Luis Alfonso Giagni     | 22 de agosto | 18:30    |
| Fernando de la Mora | –         | Rubio Ñu          | Emiliano Ghezzi         | 23 de agosto | 10:00    |
| 12 de Junio         | –         | Guaraní (Fram)    | Facundo de León Fossati | 23 de agosto | 10:00    |
| Guaireña            | –         | Resistencia       | Parque del Guairá       | 24 de agosto | 10:00    |
| Independiente       | –         | Deportivo Santaní | Ricardo Gregor          | 24 de agosto | 10:00    |
| Sportivo Carapeguá  | –         | Tacuary           | Municipal de Carapeguá  | 25 de agosto | 16:00    |
| Deportivo Capiatá   | –         | San Lorenzo       | Erico Galeano           | 25 de agosto | 18:30    |

| Fecha 25            | Fecha 25  | Fecha 25          | Fecha 25 | Fecha 25 | Fecha 25 |
| Local               | Resultado | Visitante         | Estadio  | Día      | Hora     |
| ------------------- | --------- | ----------------- | -------- | -------- | -------- |
| 12 de Junio         | –         | Deportivo Capiatá |          |          |          |
| Encarnación         | –         | Guaraní (Fram)    |          |          |          |
| Resistencia         | –         | San Lorenzo       |          |          |          |
| Fernando de la Mora | –         | River Plate       |          |          |          |
| Sol de América      | –         | Rubio Ñu          |          |          |          |
| Sportivo Carapeguá  | –         | Deportivo Santaní |          |          |          |
| Independiente       | –         | Pastoreo          |          |          |          |
| Guaireña            | –         | Tacuary           |          |          |          |

| Fecha 26          | Fecha 26  | Fecha 26            | Fecha 26 | Fecha 26 | Fecha 26 |
| Local             | Resultado | Visitante           | Estadio  | Día      | Hora     |
| ----------------- | --------- | ------------------- | -------- | -------- | -------- |
| San Lorenzo       | –         | 12 de Junio         |          |          |          |
| Guaraní (Fram)    | –         | Fernando de la Mora |          |          |          |
| River Plate       | –         | Sol de América      |          |          |          |
| Deportivo Capiatá | –         | Encarnación         |          |          |          |
| Tacuary           | –         | Resistencia         |          |          |          |
| Pastoreo          | –         | Sportivo Carapeguá  |          |          |          |
| Rubio Ñu          | –         | Independiente       |          |          |          |
| Deportivo Santaní | –         | Guaireña            |          |          |          |

| Fecha 27            | Fecha 27  | Fecha 27          | Fecha 27 | Fecha 27 | Fecha 27 |
| Local               | Resultado | Visitante         | Estadio  | Día      | Hora     |
| ------------------- | --------- | ----------------- | -------- | -------- | -------- |
| Independiente       | –         | River Plate       |          |          |          |
| Guaireña            | –         | Pastoreo          |          |          |          |
| Tacuary             | –         | San Lorenzo       |          |          |          |
| Sportivo Carapeguá  | –         | Rubio Ñu          |          |          |          |
| Sol de América      | –         | Guaraní (Fram)    |          |          |          |
| Encarnación         | –         | 12 de Junio       |          |          |          |
| Resistencia         | –         | Deportivo Santaní |          |          |          |
| Fernando de la Mora | –         | Deportivo Capiatá |          |          |          |

| Fecha 28          | Fecha 28  | Fecha 28            | Fecha 28 | Fecha 28 | Fecha 28 |
| Local             | Resultado | Visitante           | Estadio  | Día      | Hora     |
| ----------------- | --------- | ------------------- | -------- | -------- | -------- |
| Deportivo Santaní | –         | Tacuary             |          |          |          |
| 12 de Junio       | –         | Fernando de la Mora |          |          |          |
| Deportivo Capiatá | –         | Sol de América      |          |          |          |
| San Lorenzo       | –         | Encarnación         |          |          |          |
| Pastoreo          | –         | Resistencia         |          |          |          |
| Rubio Ñu          | –         | Guaireña            |          |          |          |
| River Plate       | –         | Sportivo Carapeguá  |          |          |          |
| Guaraní (Fram)    | –         | Independiente       |          |          |          |

| Fecha 29            | Fecha 29  | Fecha 29          | Fecha 29 | Fecha 29 | Fecha 29 |
| Local               | Resultado | Visitante         | Estadio  | Día      | Hora     |
| ------------------- | --------- | ----------------- | -------- | -------- | -------- |
| Resistencia         | –         | Rubio Ñu          |          |          |          |
| Sol de América      | –         | 12 de Junio       |          |          |          |
| Deportivo Santaní   | –         | San Lorenzo       |          |          |          |
| Fernando de la Mora | –         | Encarnación       |          |          |          |
| Tacuary             | –         | Pastoreo          |          |          |          |
| Guaireña            | –         | River Plate       |          |          |          |
| Sportivo Carapeguá  | –         | Guaraní (Fram)    |          |          |          |
| Independiente       | –         | Deportivo Capiatá |          |          |          |

| Fecha 30          | Fecha 30  | Fecha 30            | Fecha 30 | Fecha 30 | Fecha 30 |
| Local             | Resultado | Visitante           | Estadio  | Día      | Hora     |
| ----------------- | --------- | ------------------- | -------- | -------- | -------- |
| Pastoreo          | –         | Deportivo Santaní   |          |          |          |
| River Plate       | –         | Resistencia         |          |          |          |
| Encarnación       | –         | Sol de América      |          |          |          |
| 12 de Junio       | –         | Independiente       |          |          |          |
| San Lorenzo       | –         | Fernando de la Mora |          |          |          |
| Rubio Ñu          | –         | Tacuary             |          |          |          |
| Deportivo Capiatá | –         | Sportivo Carapeguá  |          |          |          |
| Guaraní (Fram)    | –         | Guaireña            |          |          |          |

## Tabla de promedios
El promedio de puntos de un club es el cociente que se obtiene de la división de su puntaje acumulado en las últimas tres temporadas en la división, entre la cantidad de partidos que haya jugado durante dicho período. Este determina, al final de la temporada, el descenso de los equipos que acaben en los tres últimos lugares de la tabla. Clubes de Asunción o de ciudades que se encuentren a menos de 50 km de la capital descienden a la Primera División B. En tanto que equipos del resto del país descienden a la Primera División B Nacional. Para esta temporada se promediarán los puntajes acumulados de la temporada 2023, 2024, además de los puntos de la presente. En caso de empate de cociente para determinar a los equipos por descender, si el empate se da entre dos clubes se juega partido extra, si el empate es entre más de dos clubes se tiene en cuenta la diferencia de gol en primera instancia, luego goles a favor para determinar a los descendidos.
| Pos. | Equipo              | Prom. | Pts. | PJ | '23 | '24 | '25 |
| ---- | ------------------- | ----- | ---- | -- | --- | --- | --- |
| 1.º  | Deportivo Capiatá   | 1.682 | 37   | 22 | 0   | 0   | 37  |
| 2.º  | Sportivo Carapeguá  | 1.573 | 129  | 82 | 43  | 58  | 28  |
| 3.º  | Rubio Ñu            | 1.549 | 127  | 82 | 44  | 42  | 41  |
| 4.º  | 12 de Junio         | 1.538 | 80   | 52 | 0   | 38  | 42  |
| 5.º  | San Lorenzo         | 1.500 | 123  | 82 | 42  | 46  | 35  |
| 6.º  | Resistencia         | 1.462 | 76   | 52 | 0   | 45  | 31  |
| 7.º  | Encarnación         | 1.404 | 73   | 52 | 0   | 44  | 28  |
| 8.º  | Independiente CG    | 1.366 | 112  | 82 | 51  | 38  | 23  |
| 9.º  | Tacuary             | 1.364 | 30   | 22 | 0   | 0   | 30  |
| 10.º | River Plate         | 1.318 | 29   | 22 | 0   | 0   | 29  |
| 11.º | Deportivo Santaní   | 1.317 | 108  | 82 | 44  | 42  | 22  |
| 12.º | Guaireña            | 1.269 | 66   | 52 | 0   | 38  | 28  |
| 13.º | Fernando de la Mora | 1.256 | 103  | 82 | 48  | 35  | 20  |
| 14.º | Pastoreo            | 1.122 | 92   | 82 | 43  | 23  | 26  |
| 15.º | Sol de América      | 1.091 | 21   | 21 | 0   | 0   | 21  |
| 16.º | Guaraní (Fram)      | 0.909 | 20   | 22 | 0   | 0   | 20  |

     Descendido a la Primera División B Nacional.
     Descendido a la Primera División B Metropolitana.

## Goleadores
| Pos. | Jugador            | Equipos            | Goles |
| ---- | ------------------ | ------------------ | ----- |
| 1    | Willian Riquelme   | Guaireña           | 11    |
| 2    | Rodrigo Vera       | Resistencia        | 9     |
| 3    | Cristian Medina    | San Lorenzo        | 9     |
| 4    | Santiago Salcedo   | 12 de Junio        | 8     |
| 5    | Santiago Santacruz | Deportivo Capiatá  | 7     |
| 6    | Fernando Viveros   | Guaraní (Fram)     | 7     |
| 7    | Sergio Dietze      | Independiente      | 7     |
| 8    | Jeferson Torales   | Sportivo Carapeguá | 7     |
| 9    | Daniel Fernández   | 12 de Junio        | 6     |
| 10   | Antonio Bareiro    | Guaraní (Fram)     | 6     |
| 11   | César Villagra     | Rubio Ñu           | 6     |
| 12   | Brandon Barbas     | Deportivo Santaní  | 5     |
| 13   | Antonio Marín      | Guaireña           | 5     |
| 14   | Germán Nuñez       | River Plate        | 5     |
| 15   | Ángelo Cabrera     | Sportivo Carapeguá | 5     |